# 木下智哉
木下 智哉（きのした ともや）は、日本のソングライター、編曲家、音楽プロデューサー。血液型はA型。SCOOP MUSIC所属。

## 経歴
1997年に大阪市でソフトヴィジュアル系エレクトロ・ポップバンド「epidemic（エピデミック）」を結成し、同バンドのキーボード兼リーダーを担当。「大阪 UMEDA HEAT BEAT 第1回オーディション」でグランプリを獲得し、2000年2月17日に藤井麻輝（SOFT BALLET）プロデュースでポニーキャニオンよりメジャー・デビューシングル『奇跡の城』をリリース。2000年6月21日には1枚目のアルバム『eocytes』をリリース。2001年9月10日の2枚目のシングル『far』のリリースを最後に、2002年1月にバンド活動を休止。
バンド活動休止後は、提供作家として関西を中心に活動を行い、2003年には大阪スクールオブミュージック専門学校の作曲講師に就任。2004年、浜崎あゆみのシングル『CAROLS』の作曲を手掛け、その後も鈴木亜美、V6、NEWSなど、多くのアーティストに楽曲を提供している。

## 主な楽曲提供アーティスト
- AAA
  - WAY OF GLORY（作詞・作曲）
  - GAME OVER?（作曲）
- 赤司征十郎（神谷浩史） - テレビアニメ『黒子のバスケ』キャラクターソング
  - DEEP FIGHT（作曲・編曲）
- いぎなり東北産
  - Chim Chim Chim Knee（作詞・作曲・編曲）
- 犬塚信乃（柿原徹也） - テレビアニメ『八犬伝―東方八犬異聞―』キャラクターソング
  - WING IN THE DARKNESS（作曲・編曲）
- インピー・バービケーン（森久保祥太郎） - テレビアニメ『Code：Realize 〜創世の姫君〜』キャラクターソング
  - Fly me so high!!（作曲・編曲）
- X21
  - every time, every where（作曲）
- EBIDAN 39
  - けもパン世界タイトルマッチ（作曲・編曲）
- A.B.C-Z
  - 明日の為に僕がいる（共作詞）
- every♥ing!
  - ケサランパサラン（作曲） - テレビアニメ『レーカン!』エンディング
- VANNESS
  - Endless Dance（作詞）
- MBLAQ
  - Your Luv（共作詞）
- 小野大輔
  - OffsiDe T-RAP!（作曲・編曲）
- 小野友樹
  - 限界BOY（作曲・編曲）
- GOT7
  - Hey Yah（作曲・編曲）
- Girls²　弾心 〜ダンシン〜 feat.黒木啓司, NESMITH （作詞・作曲・編曲）
- 黄瀬涼太（木村良平） - テレビアニメ『黒子のバスケ』キャラクターソング
  - CHANGE!!（作曲・編曲）
- 北乃きい
  - サイダー（作曲）
  - 浮間舟渡（作曲）
  - ずっと、いっしょだね（作詞・作曲）
- 経堂麻耶（Lynn） - テレビアニメ『さばげぶっ!』キャラクターソング
  - PEACEMAKER（作曲・編曲）
- KinKi Kids
  - Loving（作詞・作曲）
- ゲスかわ☆ガールズ　- テレビアニメ『さばげぶっ!』エンディング
  - ぴてぃぱてぃサバイバード（作曲・編曲）
- CONNECT
  - BREAKTHROUGH! ～みっちゃんけんちゃん人生道中歌栗毛～（作曲・編曲）
- さくら学院
  - メロディック・ソルフェージュ（作詞・作曲・編曲）
- さくらしめじ
  - Bun! Bun! BuuuN!（作詞・作曲・編曲）
- Sifow
  - I Will（作曲・編曲）
- ジェロ
  - 恋心（共作詞）
- 白崎祐（山下大輝） - テレビアニメ『グラスリップ』キャラクターソング
  - 読めないカンジ、読みたいオモイ（作曲・編曲）
- SHU-I
  - Kiss My Life（作詞）
- 鈴木亜美
  - About You...（作曲）
  - 鏡（作曲）
- 3B junior
  - ベビーローションZ（作詞・作曲・編曲）
- SUPER★DRAGON
  - BIG DIPPER　feat.UDANJI ICHIKAWA（作詞・作曲・編曲）
- ZeBRA☆STAR
  - Dancing! Dancing!（作詞・作曲・編曲）
- 高野洸　　
  - Memory of Sunset（共作詞・共作曲・編曲）
- ときめき♡宣伝部
  - 大事マン☆フレンズ（作詞・作曲・編曲）
- ドラゴンキッド（伊瀬茉莉也）
  - ドラゴンスマイル（作曲・編曲） - テレビアニメ『TIGER & BUNNY』キャラクターソング
- TRIGGER
  - SECRET NIGHT（作曲・編曲）
  - BE AUTHENTIC（作曲・編曲）
- 中川翔子
  - 星屑ロマンス（作詞・作曲・編曲）
- 新浜レオン
  - レオれおダンス（作詞・作曲・編曲）
- NEWS
  - ガンガンガンバッテ（作曲）
  - ムラリスト（作詞・作曲）
- NORD
  - SUNRISE（作詞・作曲・編曲）
- パク・ヘジン
  - 運命の轍（作詞）
- ばってん少女隊
  - アツか夏きたばい!（作詞・作曲・編曲）
- BATTLE BOYS
  - ebidence（作詞・作曲・編曲）
- Happiness
  - Have A Good Time（作詞）
- はなこ（花守ゆみり）、ぼたん（安野希世乃）、レン（吉岡茉祐） - テレビアニメ『あんハピ♪』キャラクターソング
  - ぼんやり漂流譚（作曲・編曲）
- 花日&結衣 
  - boyfriend♡（作曲・編曲）
- 浜崎あゆみ
  - CAROLS（作曲）
- bump.y
  - サンデー（作曲）
- V6
  - 愛をコメテ（作詞・作曲）
  - 蝶（作詞）
  - 心からの歌（作詞）
  - サンキュー ! ミュージック !（作詞）
  - きっとよくなる（作詞）
  - バリバリBUDDY!（作詞・作曲）
  - Hands Up! OK?（作詞）
  - エキゾチック・トリップ（作詞）
- 風羽りんな（井口裕香） - テレビアニメ『マンガ家さんとアシスタントさんと』キャラクターソング
  - ふわにぃ ふわにぃ FAN たすてぃっく（作曲・編曲）
- フランシュシュ - テレビアニメ『ゾンビランドサガ』挿入歌
  - 目覚めRETURNER（作詞・作曲・編曲）
- Hey! Say! JUMP
  - 太陽にLOVE MOTION!（作詞）
  - succeed（作詞）
- ほのか（佐藤利奈） - ソーシャルゲーム『恋してアニ研』キャラクターソング
  - ほのかな恋心（作曲）
- MARIA
  - Never End（作曲）
- 御堂虎於（ŹOOĻ）（近藤隆）
  - 午前4時のDusty Love（作曲・編曲）
- 宮永咲（植田佳奈）、原村和（小清水亜美）、片岡優希（釘宮理恵）、染谷まこ（白石涼子）、竹井久（伊藤静） - テレビアニメ『咲-Saki-』キャラクターソング
  - 四角い宇宙で待ってるよ（作曲・編曲）
  - 麻雀天使にかこまれちゃう（作曲・編曲）
- mink
  - 世界で一番奇麗な場所（作詞・作曲・編曲）
- M!LK
  - 完全S・S・D！（作詞・作曲・編曲）
  - サンキュー! N・D・K!（作詞・作曲・編曲）
  - めちゃモル（作詞・作曲・編曲）
  - Over The Storm（作詞・作曲）
- Mary Angel
  - 妄想少女メアリー（作詞・作曲・編曲）
  - MECHA FIRE（作詞・作曲・編曲）
  - 天使な小悪魔（作詞・作曲・編曲）
  - 幻想クロニクル（作詞・作曲・編曲）
- 紅本茜（M・A・O）、紅本明里（新田恵海） - テレビアニメ『実は私は』キャラクターソング
  - サタニックサーファー（作曲・編曲）
- 四葉環（KENN）、逢坂壮五（阿部敦）、十龍之介（佐藤拓也） - テレビアニメ『アイドリッシュセブン』キャラクターソング
  - LOVE&GAME（作曲）
- 二階堂大和(白井悠介)、和泉三月（代永翼）、六弥ナギ（江口拓也）、八乙女楽（羽多野渉） - テレビアニメ『アイドリッシュセブン』キャラクターソング
  - 男子タルモノ！～MATSURI～（作曲・編曲）
- ROOT FIVE
  - 流転の歌（作詞・作曲・編曲）
- ROF-MAO
  - 感情BONDING（作詞・作曲・レコーディング編曲）

## ディスコグラフィ
配信限定
| リリース      | タイトル | アーティスト         | 備考                                                                       |
| ------------- | -------- | -------------------- | -------------------------------------------------------------------------- |
| 2012年10月3日 | 雨       | 木下智哉 with Hiromi | SCOOP MUSIC 20周年記念コンピレーション・アルバム「ありがとうの絆」参加作品 |